# Mondonville
Mondonville è un comune francese di 3 895 abitanti situato nel dipartimento dell'Alta Garonna nella regione dell'Occitania.

## Società

### Evoluzione demografica
Abitanti censiti

## Monumenti

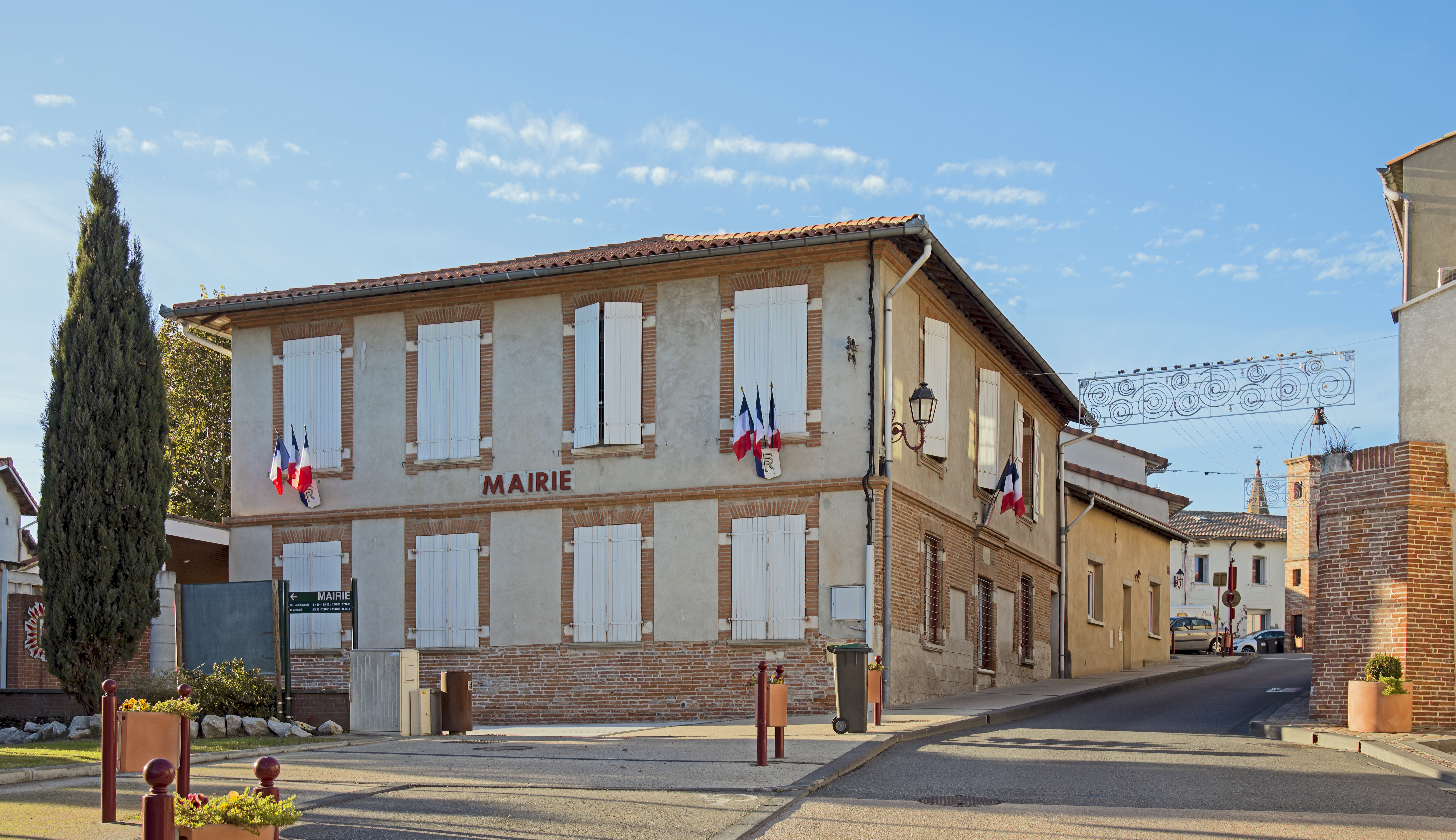
Municipio
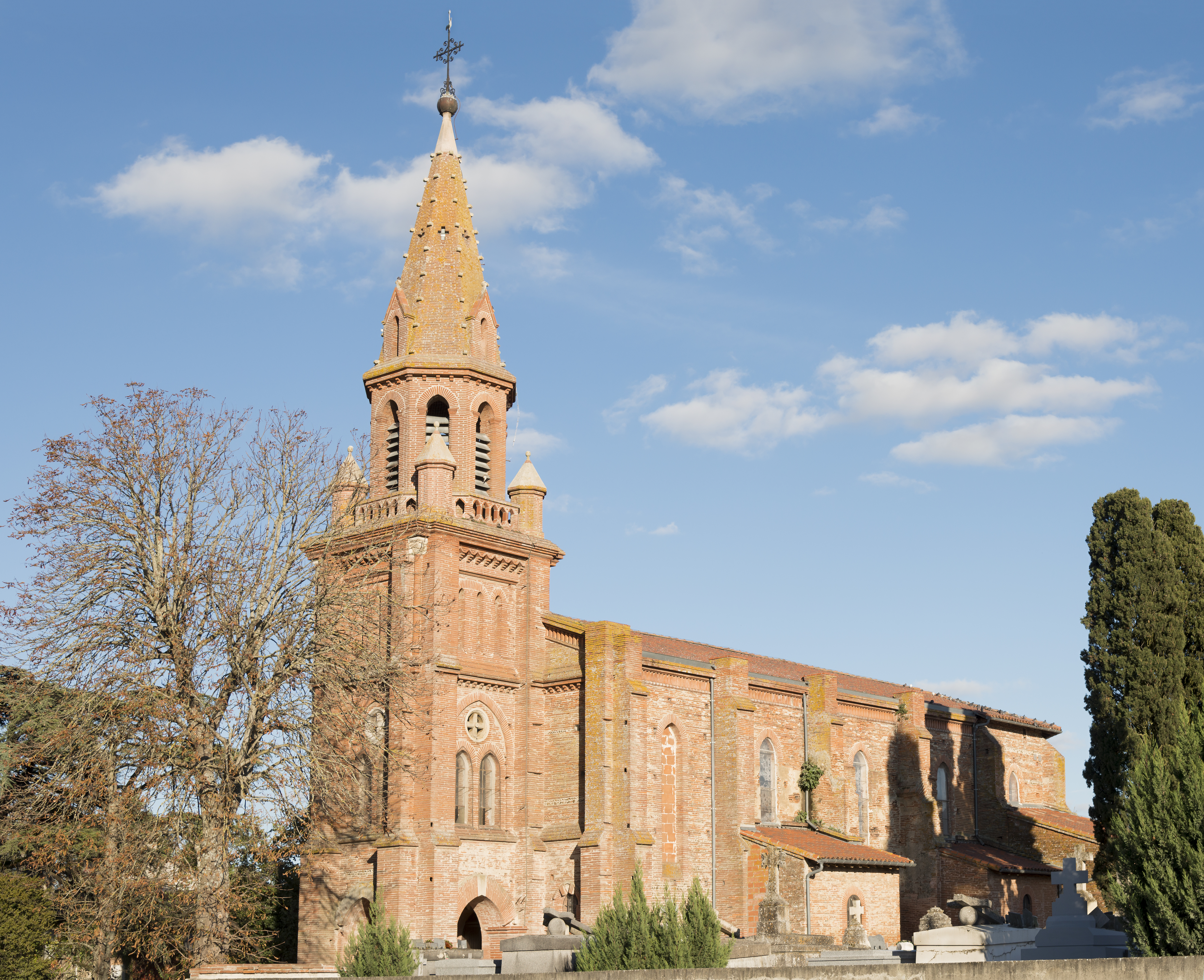
Chiesa
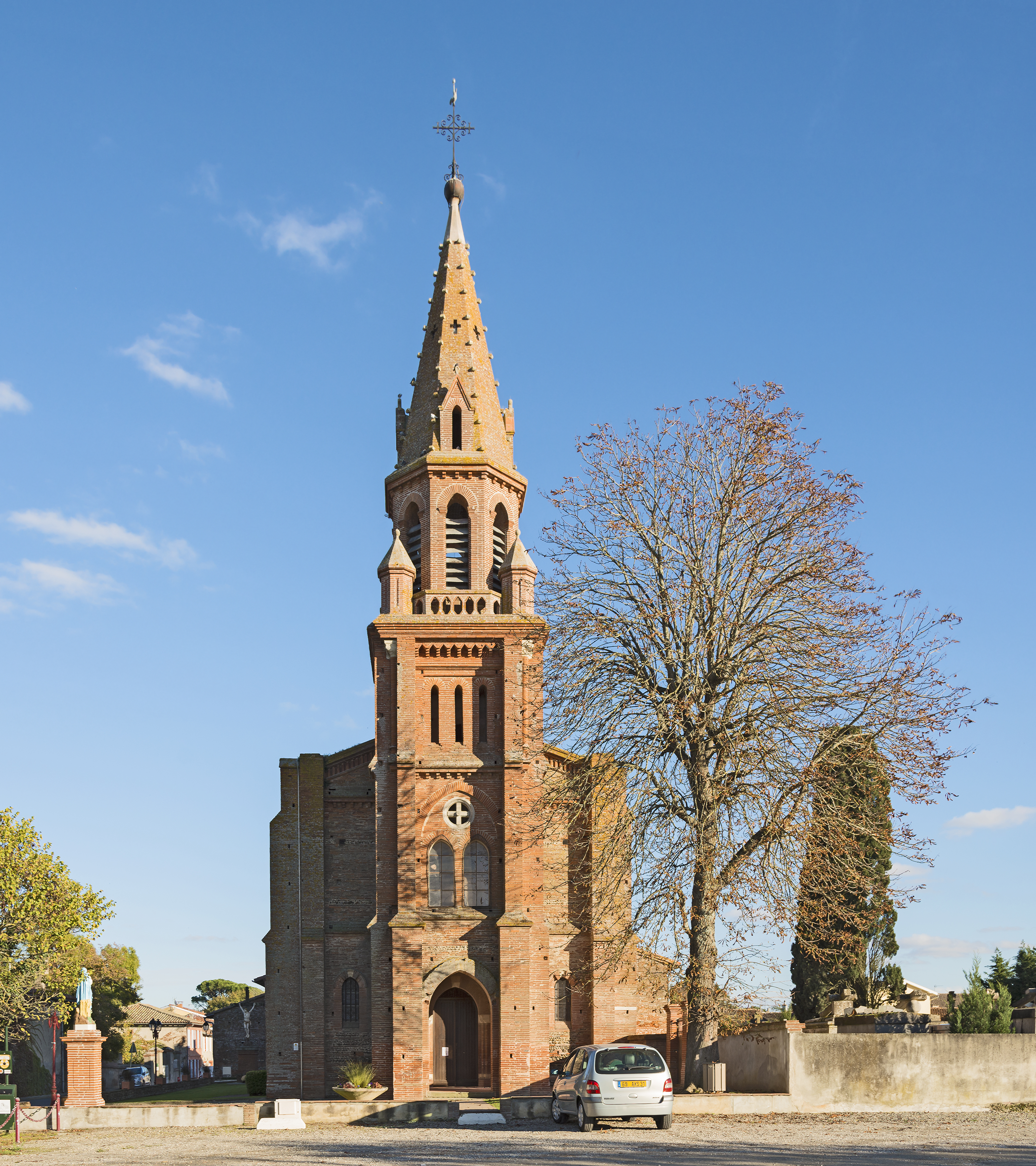